# Drei Exen

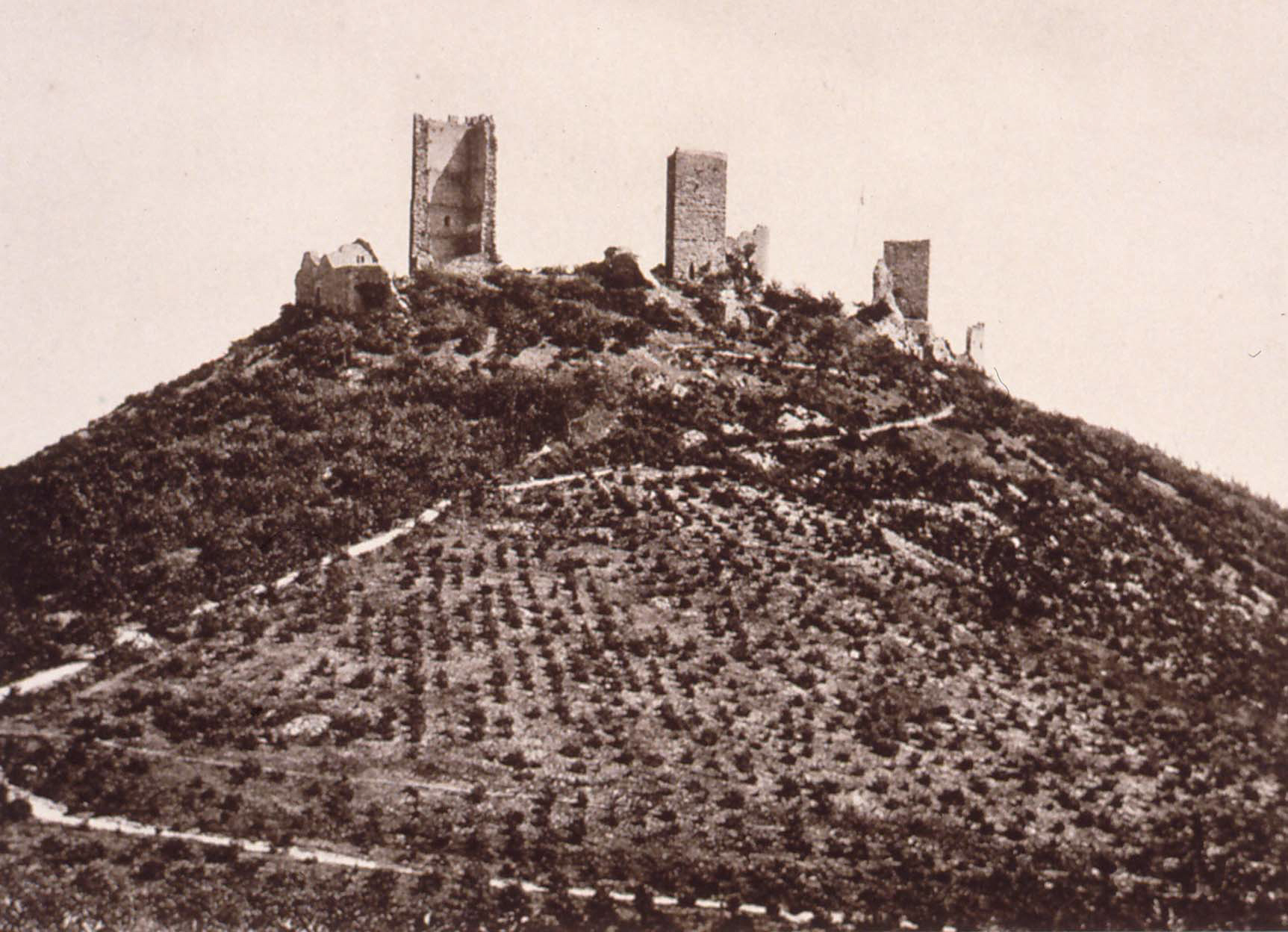
Die Drei Exen, Foto aus Südwesten (1900)

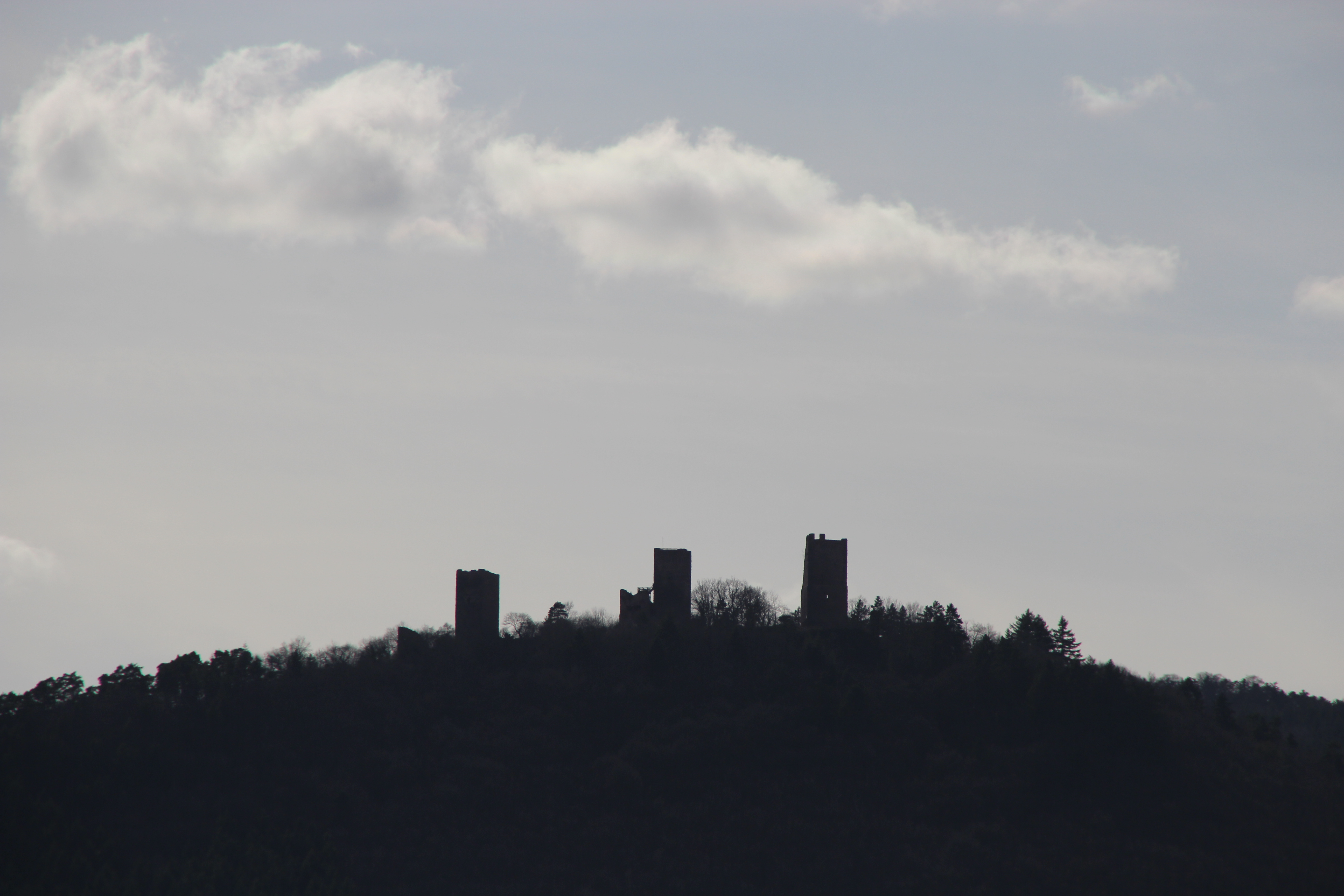
Die Drei Exen, Foto aus Osten (2013)

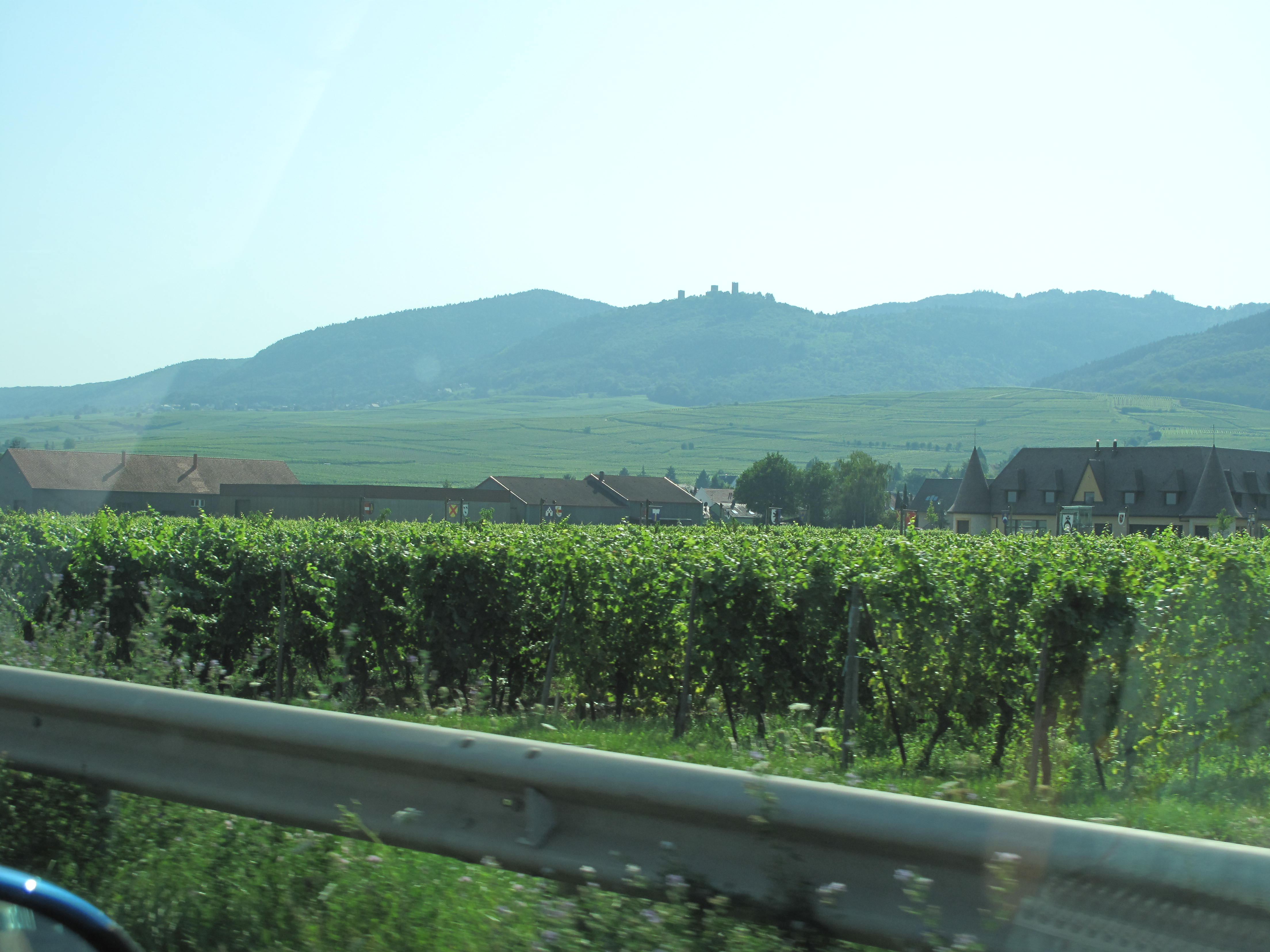
Die Drei Exen, Foto aus Nordosten von der Rheinebene aus (2011)

Die Drei Exen (auch Hoh-Egisheim, französisch Haut-Eguisheim oder Les Trois Châteaux d’Eguisheim) sind eine Höhenburgengruppe in den Vogesen im Oberen Elsass (Département Haut-Rhin, Frankreich). Die Gruppe besteht aus Dagsburg, Wahlenburg und Burg Weckmund.

## Geographische Lage
Die Burgengruppe auf dem 575 m hohen Schlossberg ist nach der Gemeinde Eguisheim (deutsch Egisheim, 3 km nordnordöstlich) benannt. Auf deren Gemarkung liegt jedoch nur die Dagsburg, die beiden anderen Burgen befinden sich auf der Gemarkung der Gemeinde Husseren-les-Châteaux (deutsch: Häusern, 1 km südöstlich).
Die Drei Exen – von Nordwest nach Südost Dagsburg (⊙), Wahlenburg (⊙) und Burg Weckmund (⊙) – wurden zwar nicht gleichzeitig, aber in enger Nachbarschaft auf demselben Bergrücken errichtet. Eine solche Anordnung von mehreren Burgen in einer Gruppe ist in den Vogesen öfter anzutreffen, beispielsweise bei Burg Dreistein am Odilienberg nahe Obernai, bei Burg Ochsenstein nahe Reinhardsmunster sowie bei der Burgengruppe Hohkönigsburg/Oedenburg nahe Orschwiller.

## Geschichte
Bereits um 1016 wird in der Biographie Papst Leos IX., der vor seinem papalen Amt Bruno von Egisheim hieß, eine Burg auf dem Schlossberg erwähnt, die nach derzeitigem Stand der archäologischen Grabungen aus dem 10. oder frühen 11. Jahrhundert stammt und damit älter war als jede der drei Burgen, deren Ruinen heute noch stehen. Zu dieser ursprünglichen Burg gehörten die Pankratiuskapelle und zumindest ein großer Ringwall, deren Reste sich in der Nordwest- und der Südwestecke des Plateaus nachweisen lassen; sie muss deutlich größer gewesen sein als die spätere Gesamtanlage.
1144 fiel nach dem Aussterben der Grafen von Egisheim der Nordteil des Plateaus den Grafen von Dagsburg zu, die sich fortan Grafen von Dagsburg-Egisheim nannten. Sie erbauten auf den bestehenden Mauern oder Mauerresten die Nordburg der drei Exen, die sie ebenfalls Dagsburg tauften. Der Bau der südlichen Burganlage erfolgte kurze Zeit später und vermutlich als Reaktion auf die Errichtung der Dagsburg. Erst um 1200 wurde die Südburg noch einmal geteilt und ein zweiter Bergfried gebaut.
Im Jahre 1225 starb das Geschlecht der Grafen von Dagsburg-Egisheim, die eines der mächtigsten Adelshäuser des Elsass geworden waren, aus. Daraufhin bemächtigten sich die Bischöfe von Straßburg eines großen Teils der Hinterlassenschaft, unter anderem der Dagsburg auf dem Schlossberg.